# Совська вулиця (Київ, Жуляни)
Со́вська ву́лиця — вулиця у Солом'янському районі міста Києва, селище Жуляни. Пролягає від вулиці Ганни Арендт до вулиці Павла Потоцького. 

## Історія
Сформувалася в середині XX століття як одна з нових вулиць села Жуляни (куток Білий Хутір), під такою ж назвою (від розташованого неподалік селища Совки). 
У різний час цю ж назву мали сучасна вулиця Фізкультури, заключний відтинок проспекту Валерія Лобановського та неіснуюча нині Коростишівська вулиця на Пріорці.